# Missionær
En missionær arbejder på at udbrede en religion ved at omvende folk uden for den pågældendes religiøse gruppering. Missionærer ses i forbindelse med de 
missionerende religioner, der har som ideal, at deres tilhængere skal hverve andre til religionen; mest markant kristendommen og islam. De er i modsætning til  jødedommen, shinto og parsismen, der ikke bestræber sig på at skaffe nye tilhængere.
I Europa bruges ordet om kristne missionærer. "Missionær"" er afledt af "mission", der kommer af latin missio, som betyder "udsendelse" eller "bortsendelse" – en betegnelse, der stammer fra en passage i Det Ny Testamente, hvor Jesus i Matthæusevangeliet udsender sine tilhængere med ordene: Gå derfor hen og gør alle folkeslagene til mine disciple – den såkaldte missionsbefaling.

## Historie
Det første danske missionsselskab for ydre mission blev oprettet i 1821 og hed Det Danske Missionsselskab. Brødremenigheden havde allerede udsendt missionærer fra Danmark. Det Danske Missionsselskab udsendte de første missionærer i midten af 1800-tallet til Indien og Kina. Herefter fulgte udsendinge til Afrika. Denne mission sigtede på at kristne dem, som ikke tidligere havde stiftet bekendtskab med kristendommen. Ligeledes førte ønsket om at udbrede kristendommen til troende af andre religioner til, at der blev udsendt missionærer til f.eks. Mellemøsten og andre muslimske områder.
Gennem historien har der været talrige diskussioner om missionærers møde med andre kulturer og trosretninger, og emnet er stadig kontroversielt bl.a. i de mange nye afrikanske stater, hvor missionsarbejdet ofte gik hånd i hånd med kolonimagten.

## Diakoni
Missionsarbejde indebærer oftest diakonalt arbejde (ordet diakoni er afledt af græsk diakonìa (tjeneste) og diàkonos (tjener) og anvendes som betegnelse for kristen tjeneste og omsorg for medmennesker, særligt svage og syge), hvor det humanitære arbejde kommer før eller sammen med forkyndelsen. Diakonien kan omfatte skolebyggeri, infrastruktur, oplysning og nødhjælp.